# Bacquepuis
Bacquepuis är en kommun i departementet Eure i regionen Normandie i norra Frankrike. Kommunen ligger i kantonen Évreux-Nord som tillhör arrondissementet Évreux. År 2022 hade Bacquepuis 307 invånare.

## Befolkningsutveckling
Antalet invånare i kommunen Bacquepuis
Referens:INSEE